# Profondità (liquidi)
In un liquido, la profondità è la misura della verticale tra il fondo e il livello superiore; nel sistema internazionale di unità di misura SI, la profondità si misura in metri, mentre negli USA e in Gran Bretagna viene misurata in piedi. 
Secondo la legge di Stevino, con l'aumentare della profondità aumenta la pressione: in mare ogni 10 metri di acqua la pressione aumenta di 1 atm. Le profondità maggiori vengono raggiunte nelle fosse abissali degli oceani, la maggiore delle quali, la Fossa delle Marianne nell'oceano Pacifico raggiunge gli 11 000 m.